# Шугосброс
Шугосброс — специальное гидротехническое устройство, предназначенное для пропуска шуги через гидротехническое сооружение или в обход его.

## Конструкция
Как правило, шугосброс состоит из установленного поперёк основного потока шугоприёмника и шугоспуска. Шугоприёмник изготавливается в виде лотка, собирающего верхний слой воды с плывущей шугой, далее, через шугоспуск, эта смесь направляется в нижний бьеф. Сброс шуги можно также осуществлять через систему водосливных отверстий в плотинной дамбе или через откидные клапаны её затворов. Нередко применяются шугосбросы, использующие специально создаваемые в верхнем бьефе вихревые воронки, которые уносят шугу к отверстиям донного водосброса.